# Arctia virgo
Arctia virgo là một loài bướm đêm thuộc phân họ Arctiinae, họ Erebidae.